# نادي سرس الليان
نادي سرس الليان أو نادي سرس الليان الرياضي هو نادي رياضي مصري يقع بمحافظة المنوفية بمدينة سرس الليان وهو نادي شعبي يمثل منطقة سرس الليان. يلعب نادي سرس الليان على ملعب سرس الليان وهو ملعب متعدد الاستخدامات .